# Tasmanoplectron
Tasmanoplectron là một chi côn trùng thuộc họ Rhaphidophoridae.

## Các loài
Chi này có các loài sau:
- Tasmanoplectron isolatum